# Jörgen Augustsson
Jörgen Augustsson (født 28. oktober 1952 i Mala, Sverige) er en svensk tidligere fodboldspiller (forsvarer) og -træner.
Augustsson spillede for henholdsvis Åtvidabergs FF og Landskrona i hjemlandet, og vandt to svenske mesterskaber med førstnævnte.
For Sveriges landshold spillede Augustsson 18 kampe i perioden 1974-1977. Han var en del af landets trup til VM 1974 i Vesttyskland, og spillede alle svenskernes tre kampe i turneringen, hvor holdet blev slået ud efter det indledende gruppespil.

## Titler
Allsvenskan
- 1972 og 1973 med Åtvidabergs FF